# فيرجيل روبرتس
فيرجيل روبرتس (بالإنجليزية: Virgil Roberts)‏ هو سياسي أمريكي، ولد في 13 أبريل 1922، وتوفي في 6 أبريل 2011. حزبياً، نشط في الحزب الديمقراطي. وقد انتخب عضو جمعية ولاية ويسكونسن.